# Christian Hosoi
 (novembre 2014).
Christian Hosoi Rosha, né le 5 octobre 1967, est un skateboarder professionnel américain. Il était aussi connu sous le surnom « le Christ » et « Holmes ». Avec Tony Hawk, il a été le skateur le plus populaire et le meilleur dans les années 1980. Il est marié à Jennifer Lee et a deux fils, Rhythm Hosoi (d'une relation antérieure) et Classic Hosoi. Il vit actuellement à Huntington Beach en Californie.

## Carrière de Skateboarder
Hosoi a commencé à skater vers sept ou huit ans avec des légendes du skate, comme Shogo Kubo, Tony Alva, Stacy Peralta et Jay Adams. Son père, Ivan "Pops" Hosoi, est devenu le directeur de la Marina Del Rey Skatepark. Christian quitta l'école et passa son temps là-bas, ce qui lui permit de développer rapidement ses capacités. En 1979, en amateur, Hosoi fut sponsorisé par Powell Peralta. Il quitte Powell Peralta un an plus tard, car ils ne lui permettaient pas de devenir professionnel et rejoint Dogtown Skateboards. Dogtown fit faillite peu de temps après, il devint professionnel à l'âge de 14 ans avec Sims Skateboards.
Christian Hosoi apparut comme l'un des principaux compétiteurs sur plans inclinés, au côté de pros tels Steve Caballero, Mike McGill, Lester Kasai et Mark "Gator" Rogowski. Une éventuelle rivalité avec Tony Hawk apparut. Ceci probablement du fait du contraste de leurs deux styles de skate et de leurs modes de vie : Hosoi, connu pour son flair et son style gracieux, Hawk pour sa capacité technique et ses "tricks". Hosoi invente le Christ Air et Rocket Air, et était réputé pour tirer d'énormes antennes, à un moment donné, il était le détenteur du record du monde. Vertical skateboarding spectateurs ont augmenté en popularité avec des prix à égaler. Ceci, combiné avec des visas avec Converse, Swatch et Jimmy'z, ainsi que la réception d'un pro modèle de roue, les JO Hosoi Rocket II par le biais de Santa Cruz de vitesse Roues, gagner Hosoi plus d'argent que ce qu'il avait toujours rêvé. En 1984, il a formé sa propre compagnie, Hosoi Skates, tout d'abord distribués par Skull Skates, puis par NHS-INC. Le conseil d'administration se sont révélées si populaire qu'il a été contrefaite. Lors de la rue de patinage a commencé à émerger dans le milieu à la fin des années 1980, Hosoi avéré une menace et, en remportant à la fois le vert et de la rue des concours à la Coupe du concours Lotte au Japon en 1989.

### Palmarès
- Placé en haut de la page 5 en 1980, Van's / Offshore Amateur Finals État (Californie) chez les garçons 11-13 division
- 1er en 1985, la NSA Summer Series # 5 (Vancouver, BC): pro vert
- 1er en 1985, la NSA
- 2e en 1986, Expo 86 (Vancouver, BC): vert
- 1er en 1988, Vision Skate Escape: vert
- 1er en 1988 Ramp Riot Bells Beach (Australie): vert
- 1er en 1988, Coupe du Monde de Titus (Allemagne): vert
- 2e en 1988, Coupe du Monde de Titus (Allemagne): la rue
- 1er en 2008, la 10th Annual Tim Brauch Memorial Concours Grandmasters événement
- 1er en 2008, Etnies GVR Skull Bowl - Masters (Lake Forest, CA)
- L'ensemble des 80 meilleures en 2008 Le "Tous les années 80 toute la journée Vert Challenge"
- 1er événement annuel à l'équipe de Ultimate Boarder 2009.
- 2e en 2009, Pro-tec Pool Party-Master de la division
- TransWorld Legend Award 11 2009

## Incarcération
Le déclin de la carrière pro de Hosoi a commencé au cours de la récession qui a frappé les États-Unis au début des années 1990, les anciennes stars de la verticale ont commencé à être éclipsées de la couverture médiatique au profit de la "nouvelle école" (new school). Hosoi fut confronté à la banqueroute après la faillite d'une série d'entreprises de planches à roulettes comme Sk8s Tuff, Sk8 Kultur, Milk, et Focus, en plus d'une dépendance croissante aux médicaments.
En 1995, Hosoi a été arrêté sur la base de deux infractions mineures, et un mandat d'arrêt a été émis pour défaut de comparution au tribunal. Pour éviter l'arrestation, Hosoi a cessé de se rendre aux compétitions et démonstrations, incluant le déclin d'une invitation à la première X Games (puis les Extremes Games), qui allait être ensuite présenté comme un regain de rivalité entre Hawk et Hosoi.
Christian Hosoi a finalement été capturé en janvier 2000 à l'aéroport d'Honolulu. Il a été appréhendé alors qu'il tentait de passer près de 0,68 kg de cristal méthamphétamine de Hawaii à Los Angeles. Il a été inculpé de trafic avec l'intention de distribuer et d'un crime fédéral. Il a été condamné à 10 ans d'emprisonnement, dont il a 4 et fut libéré de la San Bernardino central detention center en juin 2004.

## Christianisme
Pendant qu'il était en prison, marié Hosoi amie Jennifer Lee. Il est devenu un born-again Christian grâce à l'insistance de son épouse et son oncle, le pasteur Christopher Swain. Il a également obtenu son diplôme d'études secondaires.
Il a été soutenu par l'industrie au cours de skate son incarcération. L'urgence de la division Black Label Skateboards publié un modèle de pro Hosoi pont. Shorty's Chad Muska et a publié un hommage pont doté d'un hommage à Hosoi le premier pro model de pont avec les Sims sur Rising Sun graphic. Il a également reçu des modèles de guest Mark Gonzales' Krooked Skateboards et Pocket Pistols Skateboards; deux platines disposent son célèbre Hammerhead forme.
En juin 2004 Hosoi la peine a été réduite pour bonne conduite et il a été libéré sur parole. Hosoi continue d'être ouvert à propos de sa nouvelle foi retrouvée, après avoir été ordonné prêtre en tant que pasteur adjoint, et a repris sa carrière de la planche à roulettes.
Hosoi a fait l'objet de l'édition 2006 du film documentaire Rising Son - The Legend of skateboarder Christian Hosoien détail son succès initial, la toxicomanie, et la conversion au christianisme.